# 福寿大橋

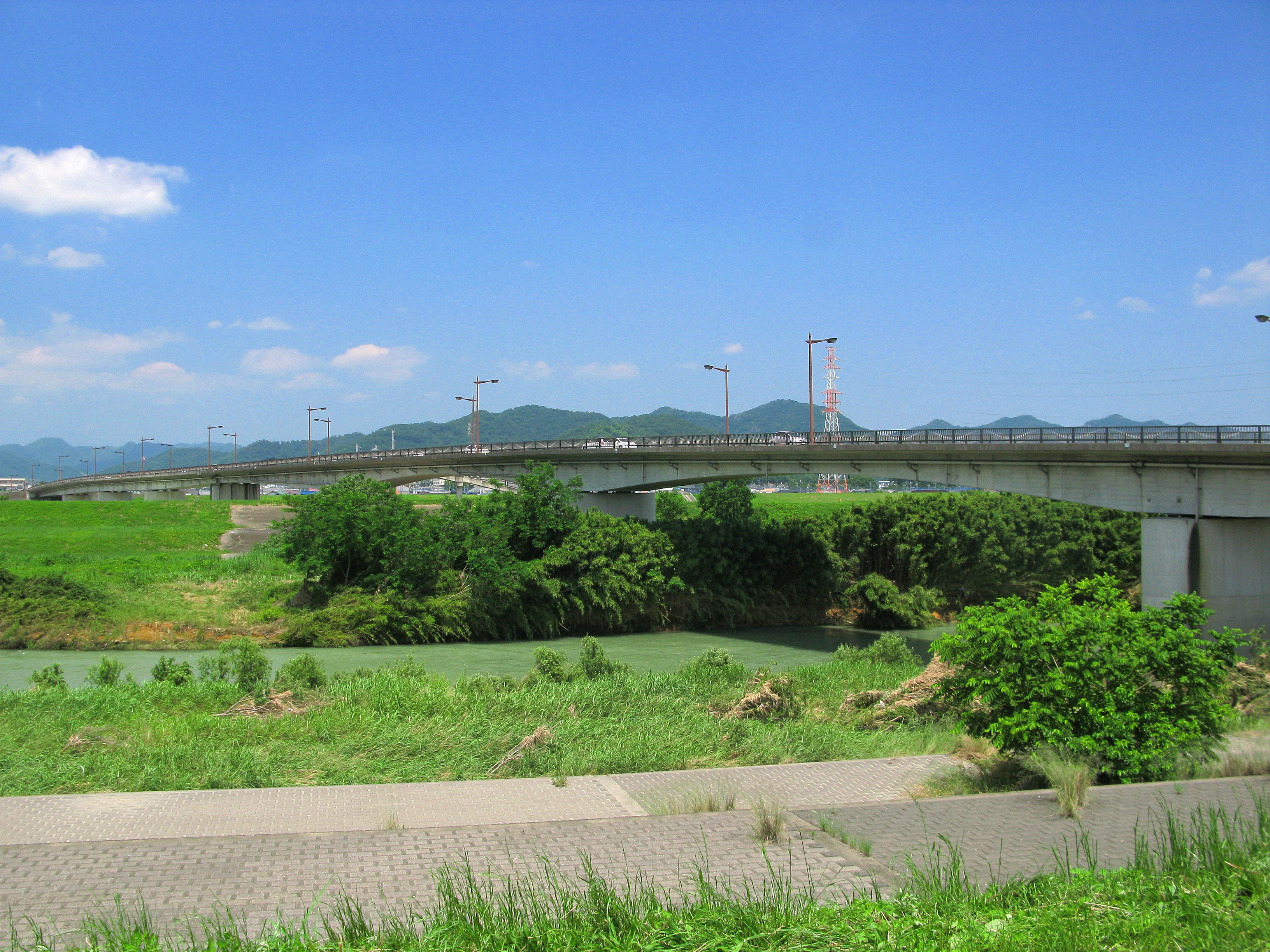
福寿大橋（2012年6月）

福寿大橋（ふくじゅおおはし）は栃木県足利市寿町と同市福富町を結ぶ、渡良瀬川に架かる足利市道助戸・新山福富線の道路橋である。橋長429.0 m、幅員12.0 m。

## 概要
- 1994年（平成6年）開通[2]。

## 隣の橋
- 渡良瀬川

田中橋 - 岩井橋 - 福寿大橋 - 福猿橋 - 川崎橋